# 96Agy busz (Budapest)
A budapesti 96A (gyors 96A) jelzésű autóbusz Újpalota, Szentmihályi út és Újpest-Városkapu között közlekedett. A viszonylatot a Budapesti Közlekedési Zrt. üzemeltette.

## Története
A 96-os busz egyenlőtlen kihasználtsága miatt – mivel az utasok többsége csak az újpesti metróállomások és Újpalota között közlekedett – 2006. október 2-án új járatot indított a BKV 96A jelzéssel Újpest-Városkapu metróállomástól az újpalotai lakótelepre. Az intézkedéssel a járatok kapacitása közös szakaszukon 15 százalékkal nőtt, a 96-os önálló Váci úti szakaszán pedig csökkent. Indulásakor a betétjárat csak a reggeli csúcsidőben (6–9 óra), majd 2007 áprilisától már délután (14 óra és 18:30 között) is közlekedett. 2008. szeptember 6-án jelzésük 196-osra és 196A-ra változott, és egész nap, összehangolt menetrend szerint közlekedtek.

## Útvonala
| Újpest-Városkapu felé | Újpalota, Szentmihályi út felé |
| --- | --- |
| Újpalota, Szentmihályi út vá. – Erdőkerülő utca – Zsókavár utca – Nyírpalota út – Páskomliget utca – Bánkút utca – Szentmihályi út – Szőcs Áron utca – Hubay Jenő tér – felüljáró – Árpád út – Temesvári utca – Újpest-Városkapu vá. | Újpest-Városkapu vá. – Temesvári utca – Árpád út – felüljáró – Hubay Jenő tér – Szőcs Áron utca – Szentmihályi út – Bánkút utca – Páskomliget utca – Nyírpalota út – Zsókavár utca – Erdőkerülő utca – Újpalota, Szentmihályi út vá. |

## Megállóhelyei
Az átszállás kapcsolatok között az azonos, de hosszabb útvonalon közlekedő 96-os busz nincs feltüntetve.
| 0  | Újpalota, Szentmihályi út végállomás            | 22 | 96, 130, 175, Palota                                   |
| 1  | Erdőkerülő utca 28. (↓) Erdőkerülő utca 27. (↑) | 21 | 96, 130, Palota                                        |
| 2  | Zsókavár utca (↓) Erdőkerülő utca (↑)           | 20 | 96, 130, Palota 69                                     |
| 2  | Nyírpalota út (↓) Zsókavár utca (↑)             | 19 | 73, 96, 130, 173, Palota 69                            |
| 4  | Páskomliget utca (↓) Nyírpalota út (↑)          | 17 | 73, 96, 130, 173, Palota, Pólus 69                     |
| 5  | Sárfű utca                                      | 16 | 96, 130 69                                             |
| 6  | Bánkút utca (↓) Páskomliget utca (↑)            | 15 | 96, 130                                                |
| 7  | Rákospalotai köztemető                          | 13 | 130, 231, Palota                                       |
| 10 | Fazekas sor (↓) Bezerédj Pál utca (↑)           | 11 | 25, 231                                                |
| ∫  | Szentmihályi út                                 | 10 | 25A, 96, 231, Palota                                   |
| 12 | Beller Imre utca                                | 9  | 25, 25A, 96, Palota                                    |
| 14 | Hubay Jenő tér                                  | ∫  | 25, 25, 25A, 70, 96, 104, 170, Palota                  |
| 16 | Árpád Kórház                                    | 7  | 25A, 104, 170 Helyközi buszok                          |
| 18 | Árpád üzletház                                  | 5  | 20, 20, 25A, 104, 120, 170                             |
| 20 | Újpest-Központ                                  | 3  | 20, 25A, 30, 104, 120, 147, 170 12, 14 Helyközi buszok |
| ∫  | Temesvári utca                                  | 1  | 104                                                    |
| 22 | Újpest-Városkapu végállomás                     | 0  | 122 Helyközi buszok Újpest                             |